# Fumouze Diagnostics
 (juillet 2011).
Si vous disposez d'ouvrages ou d'articles de référence ou si vous connaissez des sites web de qualité traitant du thème abordé ici, merci de compléter l'article en donnant les références utiles à sa vérifiabilité et en les liant à la section « Notes et références ».
Fumouze Diagnostics est une société française de distribution de tests rapides de diagnostic in-vitro appartenant au groupe Sofibel (Laboratoires Fumouze (Stérimar), Laboratoires Santé-Beauté). Le 1er juillet 2016, Fumouze Diagnostics est racheté par le groupe Biosynex.

## Histoire

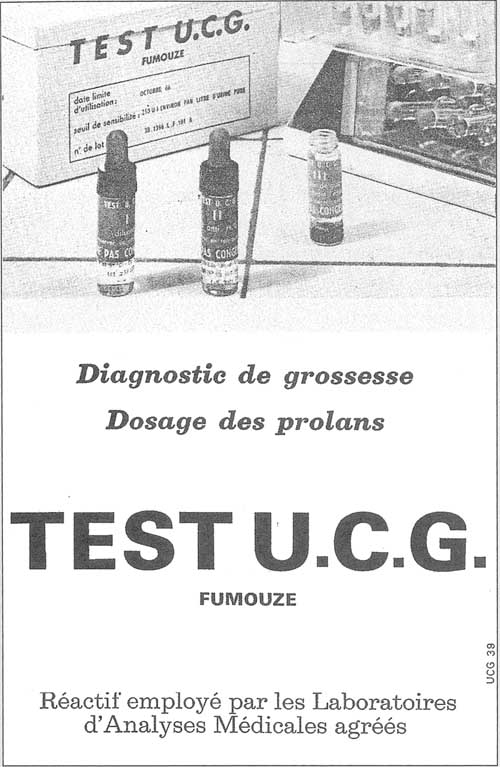
Publicité de 1966 pour le test U.C.G. Fumouze.

Fumouze Diagnostics et les Laboratoires Fumouze sont nés en 1804 avec la fondation par M. Albespeyres de la pharmacie sise 80 rue du Faubourg-Saint-Denis à Paris, et reprise en 1835, par son gendre M. Fumouze-Albespeyres. Brillant pharmacien, ce dernier fut élu président du Congrès national de la pharmacie en 1867.
En 1873, ses deux fils Armand et Victor, créèrent la société Fumouze Frères. Frères Fumouze établiront leur laboratoire de recherche et le siège de la société au 78, rue du Faubourg-Saint-Denis et l’usine de fabrication dans l’île Saint-Denis où ils produiront notamment le sirop Delabarre,.
Dans les années 1950, les Laboratoires Fumouze se rapprochent des Laboratoires Ethical créés en 1946 par Jacques Lefebvre. 
En 1963, par l’intermédiaire de la Denver Chemical, les Laboratoires Fumouze introduiront le premier test immunologique de grossesse en France, le Test U.C.G. Fumouze.
En 1966, lancement du réactif Polyartest proposant le premier test Waaler-Rose sur lame permettant la mise en évidence en 2 minutes du Facteur Rhumatoïde dans le sérum.
En 1972, une division entièrement spécialisée dans le diagnostic est créée, Fumouze Diagnostics était née.